# Onderstepoort Veterinary Institute
Koordinaten: 25° 39′ 4,5″ S, 28° 11′ 3,9″ O
Das Onderstepoort Veterinary Institute ist eine Forschungseinrichtung in Südafrika, die dem Agricultural Research Council (ARC) unterstellt ist und deshalb auch als ARC-Onderstepoort Veterinary Institute (ARC-OVI) bezeichnet wird. Es befindet sich in der Kleinstadt Onderstepoort, nördlich der Hauptstadt Pretoria. Es ist verantwortlich für die Tiergesundheit in Südafrika sowie für die Entwicklung und Verbesserung von Impfstoffen und diagnostischen Tests unter Verwendung neuester molekularbiologischer Techniken. Durch das Onderstepoort Veterinary Institute werden Impfstoffe gegen die Maul- und Klauenseuche und gegen durch Zecken übertragene Krankheiten hergestellt. Das OVI ist offizieller Partner der Weltorganisation für Tiergesundheit und der Ernährungs- und Landwirtschaftsorganisation der Vereinten Nationen bei der Überwachung und Bekämpfung von Tierseuchen in Afrika.
Die Forschungseinrichtung wurde 1908 vom schweizstämmigen Tierarzt Arnold Theiler gegründet, der 1881 in die damalige Südafrikanische Republik einwanderte. Theiler hatte sich bei der Bekämpfung der Pocken verdient gemacht, welche 1892 im südöstlich benachbarten Swasiland ausbrachen. Es gelang ihm einen wirksamen Pockenimpfstoff zu produzieren, was ihm die Aufmerksamkeit der damaligen Regierung brachte. Angesichts der Bedrohung durch die Rinderpest berief ihn der damalige Präsident Paul Kruger im Mai 1896 zum Gouvernements-Veearts und damit zum Leiter des Veterinärwesens des Landes. 1908 nahm Theiler das neu errichtete Labor auf der Farm De Onderstepooport für sich in Anspruch, die damit zum Onderstepoort Veterinary Institute wurde. In unmittelbarer Nachbarschaft des Instituts entstand 1920 auch die Veterinärmedizinische Fakultät der Universität Pretoria, deren erster Dekan Theiler wurde. Das Onderstepoort Veterinary Institute publizierte von 1911 bis 1932 regelmäßig Forschungsberichte, aus denen 1933 das Onderstepoort Journal of Veterinary Research entstand.